# Саргсян, Размик Камсарович
Размик Камсарович Саргсян (род. 14 июля 1940, Артик) — машинист камнерезальной машины комбината «Артиктуф» Министерства промышленности строительных материалов Армянской ССР, город Артик, полный кавалер ордена Трудовой Славы (1993).

## Биография
Родился 14 июля 1940 года в городе Артик — центре Артикского района Армянской ССР, ныне в составе Ширакской области Армении. Армянин.
Учился в средней школе № 2, но в 1956 году оставил учёбу и отправился на заработки. В окрестностях его родного города имелось крупнейшее в СССР месторождение вулканического туфа — ценного строительного камня. Здесь велись активные разработки туфовых залежей, и Размик пришёл работать в карьер помощником машиниста камнерезальной машины. В 1959 году он уже стал работать самостоятельно.
Отслужив в 1959—1962 годах в Советской Армии, вернулся домой, на комбинат «Артиктуф». Работая на предприятии, в 1965—1970 годах учился на вечернем отделении артикского техникума, где получил специальность техника-строителя.
Все годы своей работы на комбинате Размик Камсарович самоотверженным трудом добивался высоких показателей, неоднократно становился победителем социалистического соревнования среди предприятий Министерства промышленности строительных материалов Армянской ССР.
Указом Президиума Верховного Совета СССР от 21 апреля 1975 года за высокие достижения в труде и многолетнюю безупречную работу на одном предприятии Р. К. Саргсян награждён орденом Трудовой Славы 3-й степени.
Указом Президиума Верховного Совета СССР от 19 марта 1981 года за успехи, достигнутые в выполнении заданий десятой пятилетки и социалистических обязательств, награждён орденом Трудовой Славы 2-й степени.
Указом Президиума Верховного Совета СССР от 22 мая 1986 года за успехи, достигнутые в выполнении заданий одиннадцатой пятилетки и социалистических обязательств, Саргсян Размик Камсарович награждён орденом Трудовой Славы 1-й степени. Стал полным кавалером ордена Трудовой Славы.
За годы работы машинистом он распилил стенового камня столько, что его хватило бы на строительство города с населением 50 тысяч человек.
До 1992 года руководил шлаковым рудником. С 1994 года работал на предприятии пассажирских перевозок общественного транспорта ООО «Лилит-Мариам».
Депутат Совета Национальностей Верховного Совета СССР 11-го созыва (1984—1989, член Комиссии по строительству и промышленности строительных материалов).
Дважды избирался депутатом Верховного Совета Армянской ССР[когда?]

. На депутатской работе занимался техническими вопросами, обеспечивал рабочих дровами и каменным углем для обогрева в зимнее время, заботился о здоровье трудящихся, обеспечивая их путёвками в санатории и на курорты. В течение 15 лет был членом Комитета народного контроля.
Заслуженный наставник молодёжи Армянской ССР.
Жил в городе Артик.

## Награды
Награждён орденами Трудовой Славы 1-й (22.05.1986), 2-й (19.03.1981), 3-й (21.04.1975) степеней, медалями.